# Synapseudes comoriensis
Synapseudes comoriensis är en kräftdjursart som beskrevs av Pillai 1954. Synapseudes comoriensis ingår i släktet Synapseudes och familjen Metapseudidae. Inga underarter finns listade i Catalogue of Life.